# You're My Best Friend/'39
You're My Best Friend/'39 è un singolo del gruppo musicale britannico Queen pubblicato nel 1976 ed estratto dall'album A Night at the Opera.

## Descrizione
La titletrack è stata scritta da John Deacon, bassista della band, e dedicata alla moglie Veronica. Deacon usò per questa canzone, oltre al basso, un pianoforte elettrico Wurlitzer, non amato da Freddie Mercury che rifiutò di suonarlo lasciando il compito allo stesso Deacon. La canzone è stata inclusa nel Greatest Hits I e la versione Live in Live Killers del 1979.
La canzone è stata inclusa, nel 2000 in un episodio di That '70s Show intitolato Hyde's Father. È sui titoli di coda nel film L'alba dei morti dementi del 2004. È stata suonata durante gli ultimi momenti di Will & Grace nel maggio 2006. È stata inserita nella colonna sonora del film The Break-Up del 2006. È sui titoli di coda nel film Io vi dichiaro marito e marito . Viene utilizzata anche nel finale dell'episodio Una ragione di vita della prima stagione della serie televisiva My Name Is Earl. È stata utilizzata in una scena del film di animazione Pets-vita da animali del 2016. La canzone è presente nel ventiduesimo episodio della quattordicesima stagione dei Simpson, Boe babysitter, del 2003. È presente nella colonna sonora di Ti odio, ti lascio, ti....
L'attore e musicista Darren Criss ha inciso una versione interpretata dal suo personaggio Blaine Anderson nel settimo episodio della quinta stagione della serie televisiva musicale Glee.

## Videoclip musicale
Il video musicale, diretto da Bruce Uein, mostra la band in un'enorme sala da ballo circondata da oltre mille candele, tra cui un enorme lampadario appeso al soffitto. Il video è stato girato nell'aprile 1976 agli Elstree Studios di Londra. Inoltre, Deacon è visto suonare un pianoforte a coda piuttosto che il Wurlitzer che ha usato per la registrazione.

## Composizione
La canzone è stata composta da John Deacon in chiave di Do maggiore con un metro di 4/4, in stile swing.
L'album A Night at the Opera contiene brani di numerosi stili, tra cui questa canzone pop di tre minuti. Molto insolito per il genere, non ci sono sezioni che compaiono più di due volte; caratteristica di molte canzoni dei Queen, come affermato da Brian May. D'altra parte, in termini di frasi e misure, ci sono numerose ripetizioni o varianti. La forma è ciclica e molto simile a quella di Spread Your Wings (1977). Un'altra somiglianza tra le due canzoni è la mancanza di (reale) modulazione. L'arrangiamento comprende armonie vocali e di chitarra in 3 e 4 parti, basso (approccio melodico), batteria e piano elettrico. Questa è la seconda canzone registrata dei Queen scritta da Deacon e la prima pubblicata in singolo, circa sei mesi dopo l'uscita dell'album. Mercury colpisce due C5 sostenuti nella traccia vocale principale.

## Il lato B
Il lato B è '39, una canzone in stile skiffle/folk di Brian May, la canzone racconta la storia di un gruppo di esploratori dello spazio che intraprendono quello che, dal loro punto di vista, è un viaggio lungo un anno.  Al loro ritorno, tuttavia, si rendono conto che sono trascorsi cento anni, a causa dell'effetto dilatazione temporale nella speciale teoria della relatività di Einstein, e i loro cari che hanno lasciato sono ora morti o invecchiati.

## Tracce
1. You're My Best Friend – 2:51
2. '39 – 3:30

Durata totale: 6:21

## Formazione
- Freddie Mercury - voce; cori in ’39
- Brian May - chitarra elettrica, cori; voce e chitarra a 12 corde in ’39
- John Deacon - basso, pianoforte elettrico; contrabbasso in ’39
- Roger Taylor - batteria, cori; grancassa e tamburello in ’39

## Classifiche
- 2º (Canada)
- 3º (Irlanda)
- 7º (Regno Unito)
- 9º (Paesi Bassi)
- 16º (USA)
- 35º (Australia)
- 90º (Giappone)